# Notti di lune storte
Notti di lune storte è un singolo del cantautore italiano Gigi D'Alessio, pubblicato l'8 novembre 2013.
Il brano è tratto dall'album Ora, uscito il 19 novembre 2013.
È in rotazione nelle radio dall'8 novembre 2013 ed è in vendita dalla stessa data in formato digitale su tutte le piattaforme web.